# رودولف تشودي
رودولف تشودي (بالألمانية: Rudolf Tschudi) (1884–1960م) هو مستشرق سويسري.
معظم تصانيفه تتعلق بالتاريخ العثماني والأدب التركي.